# Protorthodes daviesi
Protorthodes daviesi är en fjärilsart som beskrevs av Barnes och Benjamin 1927. Protorthodes daviesi ingår i släktet Protorthodes och familjen nattflyn. Inga underarter finns listade i Catalogue of Life.